# Riqui Puig
Ricard „Riqui” Puig Martí ( pronunție în catalană [riˈkaɾt ˈputʃ]; n. 13 august 1999, Matadepera, Catalonia, Spania) este un fotbalist spaniol care joacă la LA Galaxy ca mijlocaș central.